# El desafío de Pancho Villa
El desafío de Pancho Villa es un spaguetti western español-inglés del año 1972. Retrata de forma muy libre las vivencias del revolucionario mexicano Pancho Villa, que es protagonizado por Telly Savalas.

## Argumento
México, 1916. Pancho Villa y McDermott se han convertido en socios a través de negocios de armas dudosos. El enemigo de Pancho Villa, el general Goyo, le está hostigando con violencia y alevosía. De esa manera puede hacer una a Pancho Villa encargándose que un negocio armamentístico de gran importancia con un amigo de Scotty, que le traiciona en provecho del general, no ocurra. En venganza, Villa y Scotty desarrollan un plan para tomar el fuerte Columbus en los Estados Unidos para hacérselo pagar a ese amigo y atrapar al general Goyo, que también aparecerá allí. Consiguen su propósito y matan al amigo traidor McDermott, mientras que cogen al general Goyo, que resulta haber muerto antes. Finalmente también se enfrentan al general Pershing.

## Reparto
- Telly Savalas - Pancho Villa
- Clint Walker - Scotty
- Anne Francis - Flo
- Chuck Connors - Coronel Wilcox
- José María Prada - Luis
- Ángel del Pozo: Teniente Eager
- Luis Dávila: McDermott
- Mónica Randall: Lupe
- Antonio Casas: General Goyo
- Alberto Dalbés: Capitán Mendoza
- Barta Barri: Alfonso

## Recepción
La película fue bastante mal recibida por la crítica.